# Vita di Pitagora (Giamblico)
La Vita di Pitagora o Sul modo di vivere pitagorico (in greco antico: Περὶ τοῦ Πυθαγορικοῦ βίου?, o anche βίος πυθαγορικός; in latino De vita Pythagorica) è una biografia scritta dal filosofo neoplatonico Giamblico.

## Piano dell'opera
L'opera è divisa in dieci libri da Giamblico. L'autore espone la vita di Pitagora con un invito alla filosofia («protrettico»), e infine presenta la scienza matematica nel suo ordinamento generale e nel dettaglio. La Vita di Giamblico è un dialogo con la Vita di Pitagora di Porfirio, un filosofo neoplatonico contemporaneo.

## Traduzioni latine
L'opera è stata tradotta nel 1706 da Conrad Rittershusius ad Amsterdam col titolo latino De Vita Pythagorica liber. Ludovico Deubner la pubblicò nel 1975 col titolo Iamblichi De vita Pythagorica liber a Stoccarda.

## Edizioni
- (FR) Jamblique, Vie de Pythagore, a cura di Luc Brisson e Alain Philippe Segonds, Parigi, Les Belles Lettres, 2011, ISBN 9782251339542.
- (IT) Giamblico, La vita pitagorica, a cura di Maurizio Giangiulio, BUR Biblioteca Universale Rizzoli, 1991, ISBN 9788817168250.
- (IT) Giamblico, Summa Pitagorica, a cura di Francesco Romano, Bompiani, 2006, ISBN 9788845255922.